# Отоме
Отоме (яп. 乙女ゲーム, отоме ге:му, від 乙女 [отоме] «дівчина») — жанр комп'ютерних відеоігор, що призначені для жіночої аудиторії, основна мета яких, крім проходження сюжету, розвиток романтичних стосунків героїні з одним із декількох чоловічих персонажів. У деяких іграх (наприклад, «Fatal Hearts» і «Heileen») також є елементи юрі з можливістю розвитку лесбійських стосунків. Персонажем-протагоністом завжди є дівчина.
Отоме найбільш популярні в Японії. Такі ігри розробляються як неофіційними групами, так і великими студіями, включно з Broccoli, D3 Publisher, HuneX, Idea Factory (Otomate), Koei, Konami, Quin Rose, Takuyo.

## Історія
Першою отоме вважається «Angelique», випущена 1994 року японською компанією Koei та призначена для платформи Super Famicom. Вона була створена жіночою командою розробників. Спочатку призначений для дівчаток молодшого віку, проєкт несподівано завоював велику популярність у доросліших дівчат і жінок. «Angelique» встановила стандарт для ігор жанру отоме: просте управління, романтичний сценарій тощо.
2002 року Konami випустила успішну «Tokimeki Memorial Girl's Side», що привернула увагу до отоме. У 2006 році рейтинг журналу Famitsu двадцяти найбільш продаваних романтичних симуляторів уже охоплював сім таких ігор.
Ранні ігри багато в чому спиралися на стилістичні та сюжетні канони шьоджьо, зокрема, на «чисту, холодну в сексуальному відношенні, безтурботну романтику і доброзичливий, стабільний світ». Надалі з'явилися нові елементи ігрового процесу, битви та інші запозичення з пригодницьких ігор — сюжети, під час яких «героїня могла одночасно рятувати світ і завойовувати хлопця».